# Región Central (Togo)
Central (Centrale en francés) es una de las cinco regiones de Togo. Sokodé es la capital regional. Es la región con menor población. Otras ciudades importantes en la región Central son Tchamba y Sotouboua.

## Prefecturas
- Blitta.
- Sotouboua.
- Tchamba.
- Tchaoudjo.
- Mô.

- Datos: Q316220